# Jurij Vlagyimirovics Gilser
Jurij Vlagyimirovics Gilser (Orosz Birodalom, Moszkva, 1894. november 17. – Tarnopol közelében, 1917. július 20.) egy első világháborús orosz ászpilóta volt. Nemesi származása ellenére pilótának állt és a világháború alatt 5 légi győzelmet szerzett. 1917-ben egy bevetésen ölték meg.

## Élete

### Ifjúkora
1894-ben született Moszkvában gazdag nemesi családban.

### Katonai szolgálata
1914. december 13-án katonának állt, és a lovassághoz sorolták be. A  Nikoliavsky Lovassági Iskolában volt az alapkiképzése, és itt folytatta katonai tanulmányait. 
1915. augusztus 29-én csatlakozott az orosz légierőhöz, de előtt Gatchinaban járt repülési iskolába. Gilser igen szerencsés volt, mivel nemesi származása és gazdagsága révén bejutott a legjobb katonai iskolákba, így sokkal befolyásosabb ember volt társasinál. Mikor elvégezte a pilótaiskolát, az újonnan alakult 4. légi különítmény tagja lett, itt kezdte meg pilótai pályafutását. Néhány hét szolgálat után azonban baleset történt, és egy repülőgép propellere majdhogynem levágta Gilser kezét, aki azonnal több hétre kórházba került. 
Felépülése után Odesszába ment, hogy repülési továbbképzésen vegyen részt. Ennek az elvégzése után 1916. április 5-én visszatért a frontra. 1916. május 9-én azonban újra hatalmas balesetet szenvedett, és bal lábát amputálni kellett. Gilser azonban példát mutatva katonáinak, protézist építtetett be, és hosszú idő után visszatért alakulatához. A 7. légi különítmény parancsnokaként tovább vezette embereit, és 1917. április 13-án megszerezte első két légi győzelmét, amelyet május 15-én a harmadik követett. 1917 júliusában még két légi győzelmet szerzett 17-én és 20-án. Azonban az utóbbi napon egy ellenséges repülőgép tűz alá vette repülőgépét és az égő Nieuport 21-es vadászgép a földbe csapódott, Gilser pedig 23 éves korában repülőhalált halt. Gailíciában helyezték örök nyugalomra.

### Légi győzelmei
| No. | Dátum             | Egység              | Repülőgép   | Ellenfél              |
| --- | ----------------- | ------------------- | ----------- | --------------------- |
| 1   | 1917. április 13. | 7. Légi Különítmény | Nieuport 21 | Hansa-Brandenburg C.I |
| 2   | 1917. április 13. | 7. Légi Különítmény | Nieuport 21 | Hansa-Brandenburg C.I |
| 3   | 1917. május 15.   | 7. Légi Különítmény | Nieuport 21 | Offeag C.III          |
| 4   | 1917. július 17.  | 7. Légi Különítmény | Nieuport 21 | EA                    |
| 5   | 1917. július 20.  | 7. Légi Különítmény | Nieuport 21 | EA                    |

## Lásd még
- Oroszország történelme
- Első világháború
- Az Orosz Birodalom első világháborús ászpilótái